# 学校法人明照学園
学校法人明照学園（がっこうほうじん めいしょうがくえん）は、群馬県に本部を置く学校法人である。

## 略歴
明照学園は、1914年に桐生市本町6丁目田中山浄運寺住職野口周善により創立された裁縫伝習所を母体とし、1941年 財団法人樹徳高等裁縫女学校として設立され、1951年に学校法人明照学園と改称して設立された。

## 沿革
- 1914年 裁縫女学校として創立。
- 1941年 財団法人樹徳高等裁縫女学校と改組
- 1946年 樹徳高等女学校に改称。
- 1950年 学制改正により樹徳高等学校・樹徳中学校に改称。
- 1951年 学校法人明照学園樹徳高等学校に改称。附属幼稚園を併設。同窓会発足。
- 1957年 中学校を廃止。
- 1979年 力誉健策校長顕彰記念樹徳高等学校技能優秀者表彰規定制定。
- 1980年 樹の根の会発足。
- 1982年 浄運寺28世住職樹徳高等学校創立者野口周善顕彰奨学生制度規定制定。
- 1984年 第1回緑陰祭開催
- 1986年 樹輪会発足
- 1991年 硬式野球部全国高等学校野球選手権大会初出場
- 2001年 樹徳中学校を開設　中高一貫教育を開始
- 2022年 硬式野球部全国高等学校野球選手権大会30年ぶり3回目の出場

## 設置教育機関
- 高等学校
  - 樹徳高等学校
- 中学校
  - 樹徳中学校
- 幼稚園
  - 樹徳幼稚園